# Делиль де Фалькон де Сен-Женьес, Жан Мари Ноэль
Жан-Мари Ноэль Делиль де Фалькон де Сен-Женье́с) (фр. Jean-Marie Noël Delisle de Falcon de Saint-Geniès; 1776 — 1836) — французский военный деятель, генерал-лейтенант (1835 год), барон (1808 год), участник революционных и наполеоновских войн.

## Биография
Урождённый Жан-Мари Ноэль Делиль де Фалькон, появился на свет в семье комедианта Жан-Жака Делиля де Фалькона и его супруги Гертруды Пазень, выступавших между Тулузой и Монтобаном со старшей дочкой Луизой в опере-буфф.
Прибыв в Париж под псевдонимом Жан Сен-Женьес, он 10 августа 1792 года в возрасте 15 лет был избран капралом 1-й роты пеших егерей департамента Верхней Гаронны, 15 января 1793 года – сержант, сражался в Вандее, затем служил в составе Армии Восточных Пиренеев, 30 ноября 1793 года был переведён в штаб 22-го конно-егерского полка. 8 февраля 1794 года произведён в бригадиры, воевал в Испании. В 1796 году переведён в состав Итальянской армии Бонапарта, 24 марта 1796 года – младший лейтенант, 2 сентября 1796 года – адъютант генерала Бертена. В 1798 году в составе Восточной армии отправляется в Египет, сражается при Пирамидах. 21 сентября 1798 года – лейтенант, 8 февраля 1800 года – капитан, с 8 мая адъютант генерала Леклерка д'Остена, затем с 23 октября 1800 года – адъютант генерала Мену, 21 марта 1801 года – командир эскадрона, возглавил корпус дромадеров. В конце июня 1801 года был послан с депешами к генералу Бельяру, однако попал в плен к англичанам, и сумел вернуться во Францию только в декабре 1801 года.
23 мая 1802 года возглавил один из эскадронов 19-го драгунского полка, в 1803 году участвовал в кампании в Ганновере, 29 октября 1803 года – майор, служил в Армии Океана, 2 декабря 1804 года командовал двумя эскадронами 19-го драгунского полка на коронации Императора. Принимал участие в кампании 1805 года, 14 октября отличился при Эльхингене, сражался при Ульме и Аустерлице. 20 сентября 1806 года произведён в полковники, возглавил 19-й драгунский. В Прусской кампании 1806 года отличился в сражениях 17 октября при Нордхаузене и 6 ноября при Любеке, в Польскую кампанию 1807 года в сражениях 25 января при Морунгене, где действия его 19-го драгунского были отмечены в 55-м бюллетене Великой Армии, 14 июня при Фридланде и 8-9 июля при Тильзите.
С 1808 года сражался в Португалии и Испании, отличился при Сомосьерре, при захвате Мадрида и в сражении 16 января 1809 года при Корунье. 17 февраля 1809 года сражался при Морентасе, 12 мая 1809 года – при Амаранте, 28 июля 1809 года – при Талавере, 1 июня 1810 года – при Пенеранде, 10 июля 1810 года – при Алькосере, 13 августа 1810 года за отважный переход через Тахо заслужил благодарность маршала Сульта. 13 декабря 1810 года отличился в сражении при Бельмонте, а за захват города Куэнка награждён 6 августа 1811 года чином бригадного генерала.
25 декабря 1811 года назначен командиром 7-й бригады лёгкой кавалерии (11-й и 12-й конно-егерские полки), во главе которой участвовал в Русской кампании в составе 2-й дивизии лёгкой кавалерии генерала Пажоля 2-го корпуса резервной кавалерии генерала Монбрена, 15 июля в бою против отряда генерала Кульнева у села Оникшты на реке Друе был ранен и взят в плен корнетом Гродненского гусарского полка Глебовым, и стал таким образом первым французским генералом, пленённым во время русской кампании. Был отправлен в Саратов, где разделил плен с офицерами 16-го и 3-го конно-егерских и 8 гусарского полков, в том числе с Октавом де Сегюром и Антуаном де Марбо; затем был перевезён в Тамбов, где содержался до окончания боевых действий.
В июле 1814 года возвратился во Францию и 31 августа получил пост коменданта Мобёжа, во время «Ста дней» присоединился к Императору и 20 апреля 1815 года был назначен в 3-й резервный корпус Голландии. После второй Реставрации оставался с 1 августа 1815 года без служебного назначения и некоторое время находился под домашним арестом, в 1818 году зачислен в списки Генерального штаба в качестве генерального инспектора кавалерии. В 1822 году награждён титулом виконта, в 1823 году – командующий департамента Шер, в 1824 году – командующий департамента Мулен, в 1827 году – командир 1-й бригады оккупационной дивизии Кадиса, в 1829 году – генеральный инспектор кавалерии 2-го и 3-го военных округов. 10 августа 1831 года – командующий департамента Рона, 23 ноября ранен в ногу при подавлении беспорядков в Лионе. 31 октября 1832 года – командир кавалерийской бригады департамента Верхней Соны, 6 ноября 1832 года – командир 2-й бригады лёгкой кавалерии в Вердене, 31 декабря 1835 года – генерал-лейтенант. Заболев, удалился в Верну-сюр-Бренн, где и умер в возрасте 59 лет. Имя генерала выбито на Триумфальной арке в Париже.

## Воинские звания
- Капрал (10 августа 1792 года);
- Сержант (15 января 1793 года);
- Бригадир (8 февраля 1794 года)
- Младший лейтенант (24 марта 1796 года);
- Лейтенант (21 сентября 1798 года);
- Капитан (8 февраля 1800 года);
- Командир эскадрона (21 марта 1801 года);
- Майор (29 октября 1803);
- Полковник (20 сентября 1806 года);
- Бригадный генерал (6 августа 1811 года);
- Генерал-лейтенант (31 декабря 1835 года).

## Титулы
- Барон Сен-Женьеса и Империи (фр. baron de Saint-Geniès et de l'Empire; декрет от 19 марта 1808 года, патент подтверждён 21 сентября 1808  года)

## Награды
- Легионер ордена Почётного легиона (14 июня 1804 года);
- Офицер ордена Почётного легиона (14 мая 1807 года);
- Коммандан ордена Почётного легиона (29 августа 1814 года);
- Великий офицер ордена Почётного легиона (2 декабря 1831 года);
- Кавалер военного ордена Святого Людовика (1814 год);
- Кавалер испанского ордена Святого Фердинанда.